# 1993 au Québec
Cet article traite des événements survenus en 1993 au Québec. 

## Événements

### Janvier
- 12 janvier : le joueur de hockey vedette Mario Lemieux annonce qu'il souffre de la maladie de Hodgkin[1].
- 17 janvier : Jacques Parizeau donne aux membres de son parti le mot d'ordre d'aider le Bloc québécois lors de la prochaine campagne électorale fédérale[2].
- 29 janvier : première du film Agaguk qui, avec un budget de 32 millions $, est le plus coûteux à ce jour de l'histoire du cinéma québécois[3].

### Février
- 7 février : Josée Chouinard est championne féminine canadienne de patinage artistique[4].
- 10 février : Provigo annonce que la compagnie est à vendre. Le Fonds de solidarité FTQ se dit intéressé par son achat[5].
- 21 février : Keith Anderson devient le nouveau chef du Parti Égalité[6].
- 23 février : Brian Mulroney annonce sa démission, qui deviendra effective après qu'un congrès à la chefferie du Parti conservateur aura choisi son successeur[7].

### Mars
- 9 mars : début d'un procès de huit personnes accusées d'agressions sexuelles sur des enfants sur la Côte-Nord[8].
- 11 mars : Isabelle Brasseur et Lloyd Eisler obtiennent la médaille d'or du championnat mondial de patinage artistique en couple à Prague[9].
- 15 mars : Jean Charest annonce sa candidature à la chefferie du PC[10].
- 17 mars : Québec annonce son intention de privatiser le mont Sainte-Anne[11].
- 20 mars : la religieuse québécoise Dina Bélanger est béatifiée[12].
- 21 mars : Céline Dion remporte 4 Prix Juno de la musique canadienne[13].
- 23 mars : Daniel Johnson propose le gel des salaires des fonctionnaires pendant une durée de deux ans. Les centrales syndicales protestent[14].
- 24 mars : Québec annonce le gel de ses dépenses à 41 milliards $[15].

### Avril
- 6 avril : dépôt du projet de loi 82 qui resserre l'accessibilité a l'enseignement collégial. L'étudiant devra entre autres réussir ses cours d'anglais et de mathématiques de secondaire V pour pouvoir s'inscrire[16].
- 7 avril : le Front commun renaît. Daniel Johnson menace d'imposer des congés sans solde si une entente n'intervient pas avant le 15 juin[17].
- 19 avril : le ministre fédéral Benoît Bouchard annonce son retrait de la vie politique[18].
- 28 avril : les Canadiens de Montréal remportent en six matchs les séries préliminaires de la Coupe Stanley contre les Nordiques de Québec[19].

### Mai
- 6 mai : Claude Ryan dépose le projet de loi 86 qui autorise l'affichage commercial bilingue, bilinguise l'appareil de l'État dans ses relations avec les citoyens, renforce l'enseignement de l'anglais dans les écoles francophones et abolit la Commission de la protection de la langue française. Malgré la controverse, la loi est adoptée le 9 juin[7].
- 10 mai : 2 000 personnes manifestent à Montréal pour le maintien de la loi 101[20].
- 13 mai : le Manoir Montmorency à Beauport est rasé par un incendie[21].
- 18 mai : les infirmières acceptent le gel des salaires proposé par le gouvernement[22].
- 20 mai : le budget Lévesque annonce la création d'une surtaxe à l'impôt sur le revenu et la réduction du nombre de ministères et d'organismes gouvernementaux. Le déficit sera de 4,14 milliards $ en 1993-1994[23].

### Juin
- 9 juin : les Canadiens de Montréal remportent la Coupe Stanley face aux Kings de Los Angeles. Comme en 1986, une émeute se produit dans le centre-ville de Montréal et une partie de la rue Sainte-Catherine est livrée au pillage. Les dégâts sont évalués à 10 millions $[24].
- 14 juin : 3 500 personnes se réunissent à l'aréna Maurice-Richard pour protester contre le projet de loi 86. Parmi les orateurs, il y a Lucien Bouchard, Jacques Parizeau et Pierre Bourgault[25].
- 15 juin : Robert Bourassa annonce une prolongation de 90 jours pour les négociations dans le secteur public[26].
- 24 juin : l'aéroport de Québec prend le nom d'aéroport Jean-Lesage et obtient le statut international[27].
- 26 juin : la séance de repêchage de la LNH a lieu à Québec. Alexandre Daigle est le premier choix des Sénateurs d'Ottawa, Jocelyn Thibault celui des Nordiques et Sébastien Bordeleau celui des Canadiens[28].

### Juillet
- 11 juillet : Jean Allaire annonce son intention de fonder un troisième parti politique au Québec[29].

### Août
- 11 août :
  - Début des premières Médiévales de Québec qui connaissent un très bon succès de foule[30].
  - Valery Fabrikant est reconnu coupable de meurtre au premier degré et condamné à la prison à vie[31].
- 22 août : le congrès du Parti québécois préconise le rétablissement intégral de la loi 101[32].
- 27 août : la CSN quitte le Front commun et annonce son intention de négocier séparément[33].

### Septembre
- 6 septembre : le joueur de baseball québécois Denis Boucher joue son premier match avec les Expos de Montréal[34].
- 7 septembre : Kim Campbell annonce des élections générales fédérales pour le 25 octobre[35].
- 14 septembre : Robert Bourassa annonce son prochain retrait de la vie politique[36].
- 26 septembre : la plupart des députés libéraux disent appuyer Daniel Johnson dans la course à la direction du Parti libéral du Québec[37].
- 29 septembre : Daniel Johnson fait voter un décret imposant trois jours de congé sans solde et un gel de salaire de deux ans aux fonctionnaires. C'est la fin des négociations dans le secteur public[38].

### Octobre
- 1er octobre : le salaire minimum au Québec est porté à 5,85 $[39].
- 9 octobre : inauguration du Casino de Montréal[40].
- 13 octobre - Daniel Johnson annonce officiellement sa candidature à la chefferie du Parti libéral[41].
- 17 octobre : Les Colocs remportent les Félix de groupe et de révélation de l'année lors du Gala de l'ADISQ. Marie Carmen et Richard Séguin sont les interprètes de l'année[42].
- 19 octobre : Gérard D. Lévesque, malade, quitte son poste de ministre des Finances. Monique Gagnon-Tremblay le remplace à titre intérimaire[36].
- 25 octobre : le PLC de Jean Chrétien remporte les élections fédérales avec 43,5 % du vote et 178 députés et formera un gouvernement majoritaire. Le PC est quasi rayé de la carte avec 16 % des voix et seulement 2 députés. Dans l'Ouest, le Parti réformiste de Preston Manning a obtenu 52 députés. Au Québec, le Bloc québécois obtient 49,3 % des votes (54 députés), le PLC 32,9 % (20 députés), le PC 4,3 % (1 député, Jean Charest) et les autres 4,3 % (Gilles Bernier dans Beauce-Sud). Le Bloc québécois formera l'opposition officielle[43].

### Novembre
- 3 novembre : Gil Rémillard annonce son retrait de la vie politique[44].
- 4 novembre : le cabinet Chrétien est assermenté. Parmi ses ministres, citons Paul Martin (Finances), Marcel Massé (Affaires intergouvernementales), André Ouellet (Affaires étrangères) et Sheila Copps (Environnement)[45].
- 11 novembre :
  - Dépôt de la loi 142 par le ministre Normand Cherry, dérèglementant les travaux de construction résidentielle[46].
  - Le juge René Crochetière crée un tollé au Québec lorsqu'il déclare lors d'une session au tribunal: « Si Monsieur assassine Madame, ça ne m'empêchera pas de dormir puis je ne mourrai pas. Ne vous inquiétez pas, je ne ferai pas de dépression non plus parce que ce n'est pas ma responsabilité[47]. »
- 13 novembre : Fernand Daoust quitte la présidence de la FTQ pour devenir président du Fonds de solidarité[48].
- 27 novembre : les violences se multiplient sur les chantiers de construction depuis le dépôt de la loi 142. Yvon Lemire, député de Saint-Maurice, est bousculé et frappé dans son bureau de Shawinigan[49].
- 29 novembre : les ouvriers de la construction se mettent en grève pour protester contre la loi 142[50].

### Décembre
- 2 décembre : le chef du Parti égalité Robert Libman quitte son parti à la suite de querelles intestines et siégera comme député indépendant dans sa circonscription D'Arcy-McGee[51].
- 5 décembre : Québec présente officiellement sa candidature pour les Jeux olympiques d'hiver de 2002[52].
- 6 décembre : la Cour supérieure ordonne la fin de la grève dans la construction dans les 24 heures[53].
- 11 décembre : une loi spéciale est déposée afin de mettre fin à la grève sur les chantiers[54].
- 13 décembre :
  - Jean Allaire annonce la création de l'Action démocratique du Québec[55].
  - Le péquiste Serge Ménard remporte l'élection partielle de Laval-des-Rapides[36].
- 14 décembre :
  - Jean Charest devient chef du Parti conservateur à la suite de la démission de Kim Campbell[56].
  - Daniel Johnson devient officiellement le nouveau chef du PLQ[36].
  - Brutalisé par 4 policiers dans une centrale de police de Montréal à la suite de son arrestation, Richard Barnabé tombe dans un état végétatif profond duquel il ne sortira jamais. C'est le début de l'affaire Barnabé[57].
- 17 décembre : Clément Godbout est élu président de la FTQ[58].

## Naissances
- 16 février - Olivier Archambault (joueur de hockey)
- 24 février - Phillip Danault (joueur de hockey)
- 18 mars - Jesen Therrien (joueur et administrateur de baseball)
- 26 avril - Jeremy T. Gaudet (acteur)
- 26 mai - Katerine Savard (nageuse)
- 4 juin - Jonathan Huberdeau (joueur de hockey)
- 29 juillet - Xavier Ouellet (né en France) (joueur de hockey)
- 13 août - Cédric Paquette (joueur de hockey)
- 2 novembre - Marianne Fortier (actrice)

## Décès
- Lucien Parizeau (journaliste) (º 1910)
- 18 janvier - Simonne Monet-Chartrand (militante et écrivaine) (º 4 novembre 1919)
- 26 janvier - Jeanne Sauvé (ancienne gouverneur général du Canada) (º 26 avril 1922)
- 5 février - Marcel Léger (homme politique) (º 8 juin 1930)
- 30 mars - Claude Mouton (annonceur maison au Forum de Montréal) (º 20 septembre 1931)
- 22 juin - Michel Noël (Jean-Noel Croteau) (comédien et humoriste) (º 23 septembre 1922)
- 4 juillet - Bona Arsenault (homme politique) (º 4 octobre 1903)
- 29 juillet - Guy Dufresne (réalisateur) (º 17 avril 1915)
- 14 août - Francis Mankiewicz (réalisateur et producteur) (º 15 mars 1944)
- 25 septembre - Roland D'Amour (acteur) (º 26 juillet 1913)
- 21 octobre - Denise Proulx (actrice) (º 1er février 1928)
- 28 octobre - Doris Lussier (acteur et humoriste) (º 15 juillet 1918)
- 30 octobre - Paul Grégoire (ancien archevêque de Montréal) (º 24 octobre 1911)
- 17 novembre - Gérard D. Lévesque (homme politique) (º 2 mai 1926)
- 5 décembre - Yves Bérubé (homme politique) (º 28 mars 1940)
- 19 décembre - Gérard-Marie Coderre (personnalité religieuse) (º 19 décembre 1904)

### Articles généraux
- Chronologie de l'histoire du Québec (1982 à aujourd'hui)
- L'année 1993 dans le monde
- 1993 au Canada

### Articles sur l'année 1993 au Québec
- Loi 86
- Élection fédérale canadienne de 1993
- Liste des lauréats des prix Félix en 1993

## Sources et références
1. ↑  Lemieux souffre de la maladie de Hodgkin. Le Soleil. 13 janvier 1993. p. S-4
2. ↑  Pierre Duchesne. Jacques Parizeau tome 3. Québec-Amérique. 2003. p. 218
3. ↑  Agaguk sur IMDB
4. ↑  Philippe Cantin, « Josée reprend sa couronne », La Presse,‎ 8 février 1993, S-9
5. ↑  « Provigo: la Caisse de dépôt et le Fonds de solidarité cherchent ...une autre voie », La Presse,‎ 11 février 1993, A-1, A-2
6. ↑  André Pratte. Le ton radical du nouveau chef du PÉ inquiète Libman. La Presse. 22 février 1993. p. A-1
7. 1 2  Chronologie de l'histoire du Québec
8. ↑  Annie St-Pierre, « Début du procès de huit personnes pour crimes sexuels sur la Côte-Nord », Le Soleil,‎ 9 mars 1993, B-1
9. ↑  Neil Stevens, « Le couple Brasseur/Eisler consacré », Le Soleil,‎ 11 mars 1993, S-9
10. ↑  Pierre-Paul Noreau. Charest candidat à la chefferie malgré les obstacles. Le Soleil. 16 mars 1993. p. A-4
11. ↑  Gilles Boivin, « Le Mont Ste-Anne est à vendre », Le Soleil,‎ 18 mars 1993, A-1
12. ↑  Pierre April, « Béatification de Dina Bélanger », La Presse,‎ 21 mars 1993, A-4
13. ↑  Alain Brunet. Quatre Junos pour Céline. Percée des Québécois au Canada anglais. La Presse. 22 mars 1993. p. A-1
14. ↑  Denis Lessard, « Gel de salaire pour deux ans », Le Soleil,‎ 24 mars 1993, A-1
15. ↑  Denis Lessard. Québec resserre la vis. La Presse. 25 mars 1993. p. A-1
16. ↑  Michèle Ouimet, « Les Cégépiens qui auront plus de cinq échecs paieront les frais », La Presse,‎ 6 avril 1993, A-6
17. ↑  Denis Lessard. Secteur public: un « front commun » pour négocier. La Presse. 8 avril 1993. p. B-5
18. ↑  Philippe Dubuisson. Benoît Bouchard: « J'ai été Québécois jusqu'à la limite ». La Presse. 20 avril 1993. p. A-1
19. ↑  Yves Poulin. Éliminés! Hextall a craqué: « Rien n'a fonctionné...». Le Soleil. 29 avril 1993. p. A-1
20. ↑  Didier Fessou. 2000 personnes à la défense de la loi 101. L'écrivain Yves Beauchemin compare Bourassa à une « huître sans écaille ». Le Soleil. 11 mai 1993. p. A-3
21. ↑  Normand Provencher, « Le Manoir Montmorency rasé par les flammes. L'Édifice sera reconstruit », Le Soleil,‎ 14 mai 1993, A-1
22. ↑  Les infirmières ne sont pas contre le gel salarial, mais veulent négocier. La Presse. 19 mai 1993. p. A-9
23. ↑  Denis Lessard. Québec va chercher un milliard de plus. La Presse. 21 mai 1993. p. A-1
24. ↑  Bilan du Siècle
25. ↑  Jean-François Nadeau. Bourgault. Lux. 2007. p. 486
26. ↑  Brigitte Breton. Québec concède un délai de 90 jours au front commun. Le Soleil. 16 juin 1993. p. A-1
27. ↑  Vianney Duchesne. Un nouveau nom avec le statut international. L'agrandissement de l'aéroport Jean-Lesage viendra plus tard. Le Soleil. 25 juin 1993. p. A-1
28. ↑  Maurice Dumas. Thibault avec les Nordiques. Le Soleil. 27 juin 1993. p. A-1
29. ↑  André Bellemare, « Pas de parti allairiste pour les prochaines élections », La Presse,‎ 12 juillet 1993, B-4
30. ↑  Claude Vaillancourt, « Médiévales: Une chevauchée médiévale à l'ère de la planification », Le Soleil,‎ 12 août 1993, A-3
31. ↑  Yves Boisvert. Fabrikant condamné à vie. La Presse. 12 août 1993. p. A-1
32. ↑  Jacques Parizeau tome 3. p. 238
33. ↑  Gilles Paquin. La CSN abandonne le Front commun. La centrale accepte un gel salarial de deux ans pour les syndiqués gagnant plus de 28 000$. La Presse. 28 août 1993. p. A-3
34. ↑  Michel Lajeunesse. Un événement très attendu. Le Soleil. 7 septembre 1993. p. S-3
35. ↑  Philippe Dubuisson. Les élections le 25 octobre. Mme Campbell donne le coup d'envoi à la campagne électorale ce matin. La Presse. 8 septembre 1993. p. A-1
36. 1 2 3 4  « Chronologie parlementaire 1991-1993 » (consulté le 31 mai 2009)
37. ↑  Denis Lessard. Gérald Tremblay sera de la course à la succession. La Presse. 27 septembre 1993. p. A-7
38. ↑  Gilbert Leduc, « Québec veut récupérer 171 millions $. Congés sans solde dès demain », Le Soleil,‎ 30 septembre 1993, A-1
39. ↑  Salaires minimum au Canada de 1985 à 1999 sur le site gouvernemental
40. ↑  Bilan du Siècle
41. ↑  Gilles Boivin. Avec 36 députés et 13 ministres dans son clan, Johnson part en campagne. Le Soleil. 14 octobre 1993. p. A-1
42. ↑  Voir l'article Liste des lauréats des prix Félix en 1993
43. ↑  Voir l'article Élection fédérale canadienne de 1993
44. ↑  Roger Bellefeuille. Rémillard confirme son retrait de la politique. Le Soleil. 4 novembre 1993. p. A-5
45. ↑  Jean Dion. Le cabinet le plus mince depuis 60 ans. Le Devoir. 5 novembre 1993. p. A-1
46. ↑  Jean-Marie salvet, « Québec prône la dérèglementation des travaux dans la construction résidentielle », Le Soleil,‎ 12 novembre 1993, A-3
47. ↑  Gilles Normand, « Le juge qui se fiche qu'un homme tue sa femme devra comparaître devant le Conseil de magistrature », La Presse,‎ 9 novembre 1993, A-3
48. ↑  Donald McKenzie. Daoust laisse la présidence de la FTQ pour le Fonds de solidarité. Le Soleil. 14 novembre 1993. p. A-1
49. ↑  « Bourassa et les travailleurs de la construction. "La violence est inacceptable" », Le Soleil,‎ 28 novembre 1993, A-1
50. ↑  Jean-Marc Salvet, « Grève dans la construction », Le Soleil,‎ 30 novembre 1993, A-1
51. ↑  Biographie de Robert Libman sur le site de l'Assemblée nationale du Québec
52. ↑  Michel Dolbec. Petit conseil du président du CIO au maire L'Allier. Québec 2002 ne doit pas provoquer les écologistes. Le Soleil. 6 décembre 1993. p. A-3
53. ↑  François Pouliot. La cour veut que cesse la violence dans la construction. Ordre d'arrêter la grève. Le Soleil. 7 décembre 1993. p. A-1
54. ↑  Gilles Boivin, « Pour briser la grève sur les chantiers. Loi matraque », Le Soleil,‎ 13 décembre 1993, A-1
55. ↑  Gilbert Leduc, « Le Parti action Québec prône la souveraineté à long terme », Le Soleil,‎ 14 décembre 1993, A-1
56. ↑  Manon Cornellier. Charest succède à Campbell comme chef des conservateurs. Le Soleil. 15 décembre 1993. p. A-4
57. ↑  Bilan du Siècle
58. ↑  Bilan du Siècle